# Xenija von St. Petersburg
Xenija von St. Petersburg (eigentlich russisch Ксения Григорьевна Петрова Xenija Grigorjewna Petrowa; * zwischen 1719 und 1730 in Sankt Petersburg; † um 1803 ebenda) wird in der Russisch-Orthodoxen Kirche als Heilige verehrt, sie lebte und wirkte hauptsächlich im 18. Jahrhundert.

## Leben als „Gerechte“
Xenija war die Frau von Andrei Theodorowitch Petrow, einem vermögenden Offizier der russischen Armee. Dieser Offizier, der auch Mitglied der Andrejewski-Kirchengemeinde war, verstarb jedoch überraschend.
In Xenija reifte durch den plötzlichen Tod ihres Mannes die Erkenntnis über die Vergänglichkeit allen Lebens, sie zog sich mit 26 Jahren in eine Einsiedelei nahe Petersburg zurück. Nach acht Jahren spartanischen Lebens kehrte sie nach Sankt Petersburg zurück und setzte sich fortan rastlos für die Armen und Hilfsbedürftigen in der gesamten Stadt ein. Sie half so gut sie konnte und bald sprach man sogar von Wundern, die sie vollbringen könne.
Diese Samaritertätigkeit brachte ihr die Beinamen „Xenija die Gerechte“ und „Närrin in Christus“ ein. So selbstlos verbrachte sie 45 lange Jahre, bis sie im Alter von 71 Jahren verstarb. Die Menschen verehrten sie nach ihrem Tode weiter, über ihrem Grab auf dem Smolensker Friedhof in Sankt Petersburg wurde eine Kapelle errichtet.

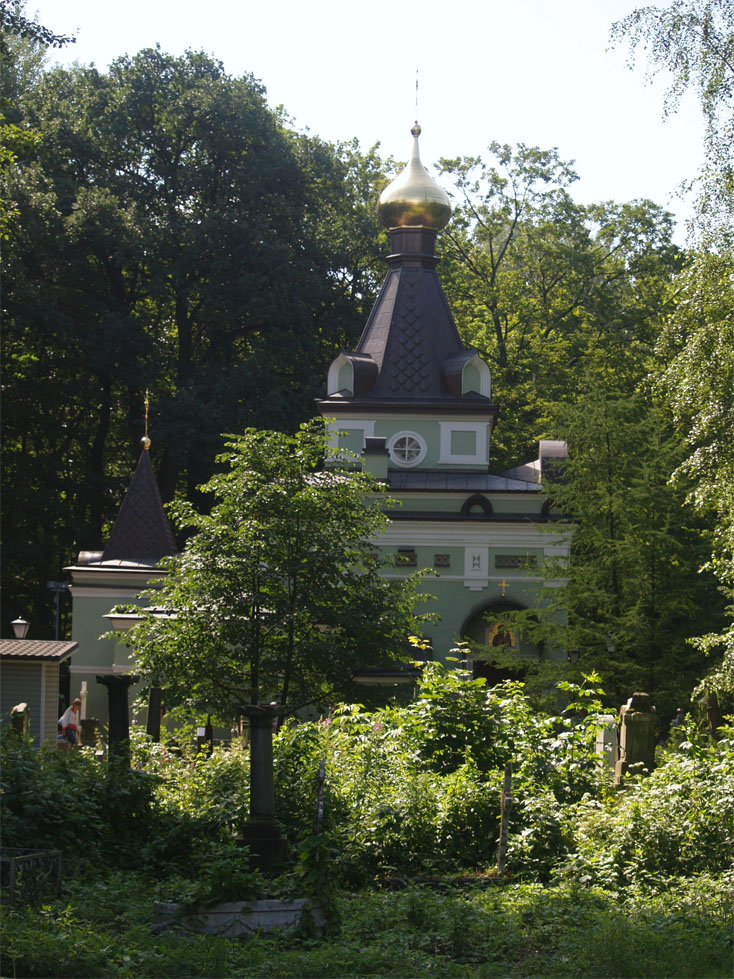
Kapelle der Heiligen Xenija in St. Petersburg

## Kanonisation
Am 11. Septemberjul. / 24. September 1978greg. wurde Xenija durch die russische Auslandskirche in der Hauptkirche des Bischofssynods (Muttergottes-vom-Zeichen-Kirche) in New York, USA, am 6. Juni 1988 durch die Russisch-Orthodoxe Kirche während der Synode, die vom 6. bis 9. Juni 1988 im Dreifaltigkeitskloster von Sergijew Possad stattfand, heiliggesprochen. Gedenktag ist der 24. Januar (julianisch; gregorianisch: 6. Februar).

## Ikonendarstellung
Auf allen Darstellungen der Xenija von Petersburg trägt sie den Militärmantel ihres verstorbenen Mannes und ein weißes Kopftuch, solche Ikonen befinden sich in der Smolensker Kirche und in der Kapelle der Xenija auf dem Smolensker Friedhof in Sankt Petersburg.